# Winslow West, Arizona
Winslow West je naseljeno područje za statističke svrhe u američkoj saveznoj državi Arizona. Prema popisu stanovništva iz 2010. u njemu je živjelo 438 stanovnika.